# Ingeniería agroindustrial
La Ingeniería Agroindustrial es la rama de la ingeniería que basándose en ciencias como: Matemática, Física, Química, Biología, Bioquímica, Biotecnología, Bromatología, Fenómenos de transportes, Ciencias económicas y administrativas, diseña procesos, instalaciones, maquinarias y equipos, así mismo transforma productos de origen biológico del sector primario para fines alimentarios y no alimentario.
Productos y procesos como los del papel, cartón, saponificación "jabón", obtención de azúcar, extracción de aceites comestibles, lácteos, cárnicos, panificación, bebidas alcohólicas, biocombustibles, fibras naturales, bioplásticos y biopolímeros, curtiembres, suplementos e insumos alimenticios, nutrición animal, cosméticos, algunos insumos para la industria farmacéutica y textil 